# نوجمین (دهانه)
نوجمین یک دهانه برخوردی در ماه‌ است.

## دهانه‌های اقماری
این دهانه ۳ دهانه اقماری دارد.
| Neujmin | عرض جغرافیایی | طول جغرافیایی | قطر          |
| ------- | ------------- | ------------- | ------------ |
| Q       | ۳۰.۰° S       | ۱۲۱.۸° E      | ۱۷.۰ کیلومتر |
| P       | ۲۸.۵° S       | ۱۲۴.۲° E      | ۳۸.۰ کیلومتر |
| T       | ۲۷.۱° S       | ۱۲۲.۰° E      | ۲۴.۰ کیلومتر |